# Universal Studios Florida
Universal Studios Florida is een attractiepark in Orlando (Florida) in de Verenigde Staten. Het park maakt deel uit van het Universal Orlando Resort en is het tweede attractiepark van Universal ter wereld. Het park is vernoemd naar de filmmaatschappij Universal Studios. De attracties en optredens zijn gebaseerd op verschillende films en televisieprogramma's, waaronder The Mummy, Men in Black, The Simpsons, Shrek en Despicable Me. In 2021 ontving het de op twee na meeste bezoekers van alle attractieparken ter wereld.

## Geschiedenis
Het plan voor een nieuw Universal attractiepark in de staat Florida begon in 1982. Universal wilde het groots aanpakken en niet alleen diverse studio tours zoals in Universal Studios Hollywood. Het project werd echter stil gezet en weer opgepakt in 1986 nadat Steven Spielberg en Peter N. Alexander zich ermee gingen bemoeien. Om de competitie aan de te gaan met het naastgelegen Walt Disney World Resort en SeaWorld Orlando werd besloten om de attracties die in Universal Studios Hollywood staan niet te kopiëren, maar juist te vergroten en aan te passen. Datzelfde jaar, 1986, werd begonnen met de werkzaamheden om het park aan te leggen. In 1988 namen de studio's van Nickelodeon ook plaats in op het terrein, terwijl de rest van het park nog onder constructie was.
Afhankelijk stond de opening gepland op 1 mei 1990, maar dit werd uitgesteld naar 7 juni 1990. Het park bestond toen uit de themagebieden: The Front Lot , Production Central, New York, San Francisco/Amity, Expo Center en Hollywood. Attracties van het eerste uur waren: Kongfrontation, Earthquake en Jaws. In de loop der jaren zijn diverse attracties verdwenen en vervangen voor modernere attracties. Universal richt zich bij het realiseren van attracties met name op moderne technieken.

## Themagebieden
Het park is opgebouwd uit zeven themagebieden, die allemaal gelegen zijn rond een lagune. De lagune vormt het centrale punt, waar regelmatig een 15 minuten durende vuurwerkshow wordt gegeven onder de naam: Universal's Cinematic Spectacular: 100 Years of Movie Memories sinds 2012. In elk gebied bevindt zich een combinatie van attracties, shows, optredens, restaurants en souvenir winkels.

### Production Central
Dit themagebied bevindt zich aan het begin van het park. Hier bevonden zich vroeger de studio's van Nickelodeon. Qua decoratie staat de productie van films in het themagebied centraal. Ook is er op grote schaal gezichtsbedrog in het park toegepast door aan het einde van een straat diverse hoge gebouwen te plaatsen. Waardoor het lijkt alsof bezoekers in de verte wolkenkrabbers ziet. In werkelijkheid zijn het platen die veel kleiner zijn dan ze lijken. Het themagebied telt een aantal attracties zoals Shrek 4-D, Despicable Me: Minion Mayhem, Transformers: The Ride en de Hollywood Rip Ride Rockit.

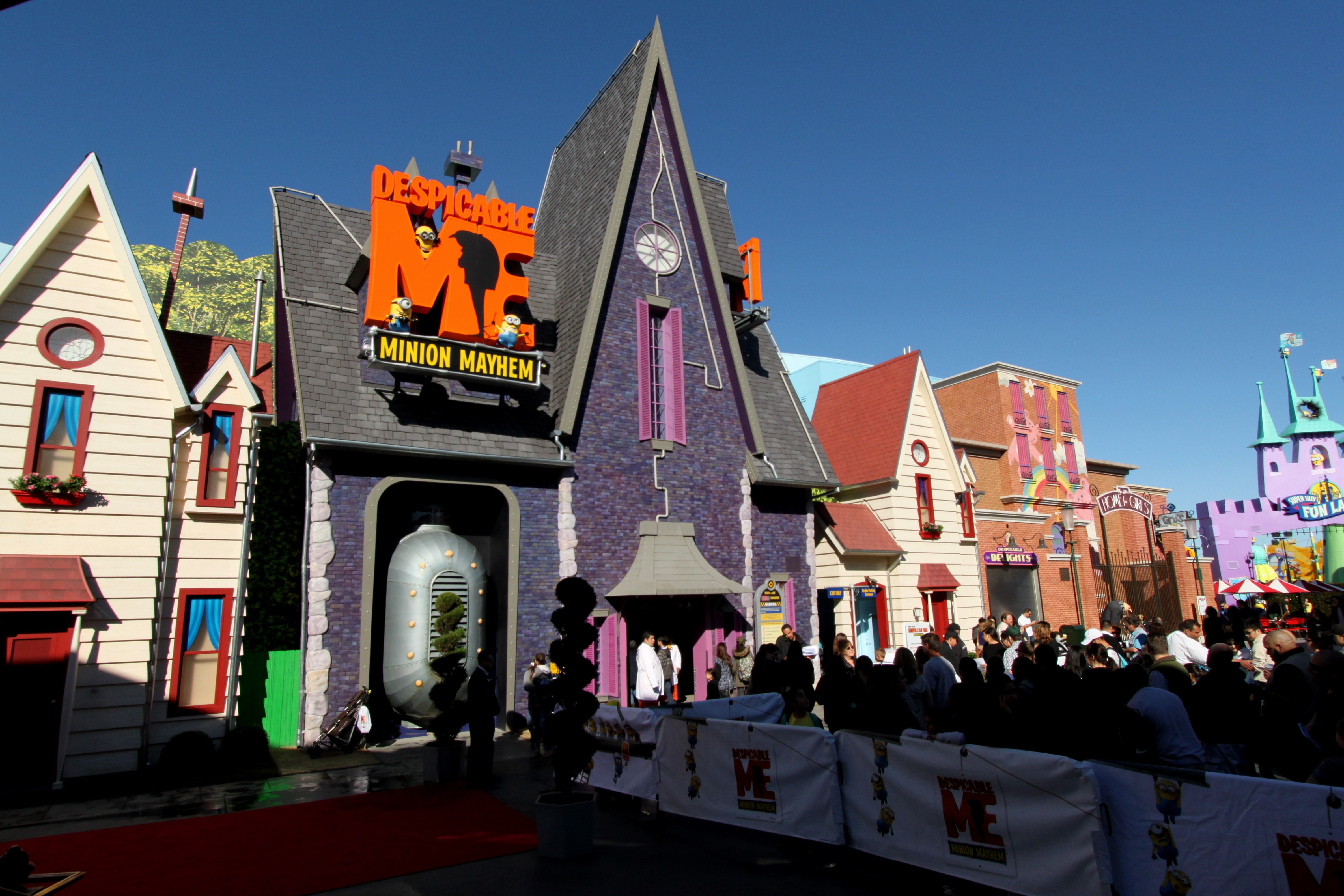
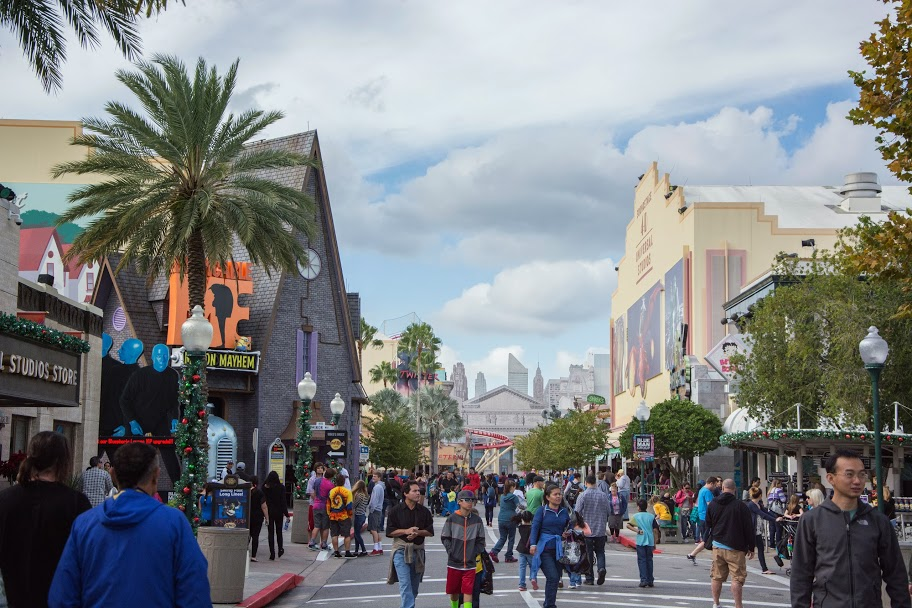

### New York
In dit themagebied wordt de illusie gewekt dat men in Amerikaanse stad New York loopt. De architectuur en decoratie is volledig gericht op deze stad. Een aantal gebouwen is een replica van een bestaand bouwwerk in de stad. Er bevinden zich diverse horeca en winkels zoals een vestiging van Starbucks en Ben and Jerry's, en men kan er personages tegenkomen zoals The Blues Brothers. Qua attracties bevinden zich hier Revenge of the Mummy en Race Through New York Starring Jimmy Fallon.

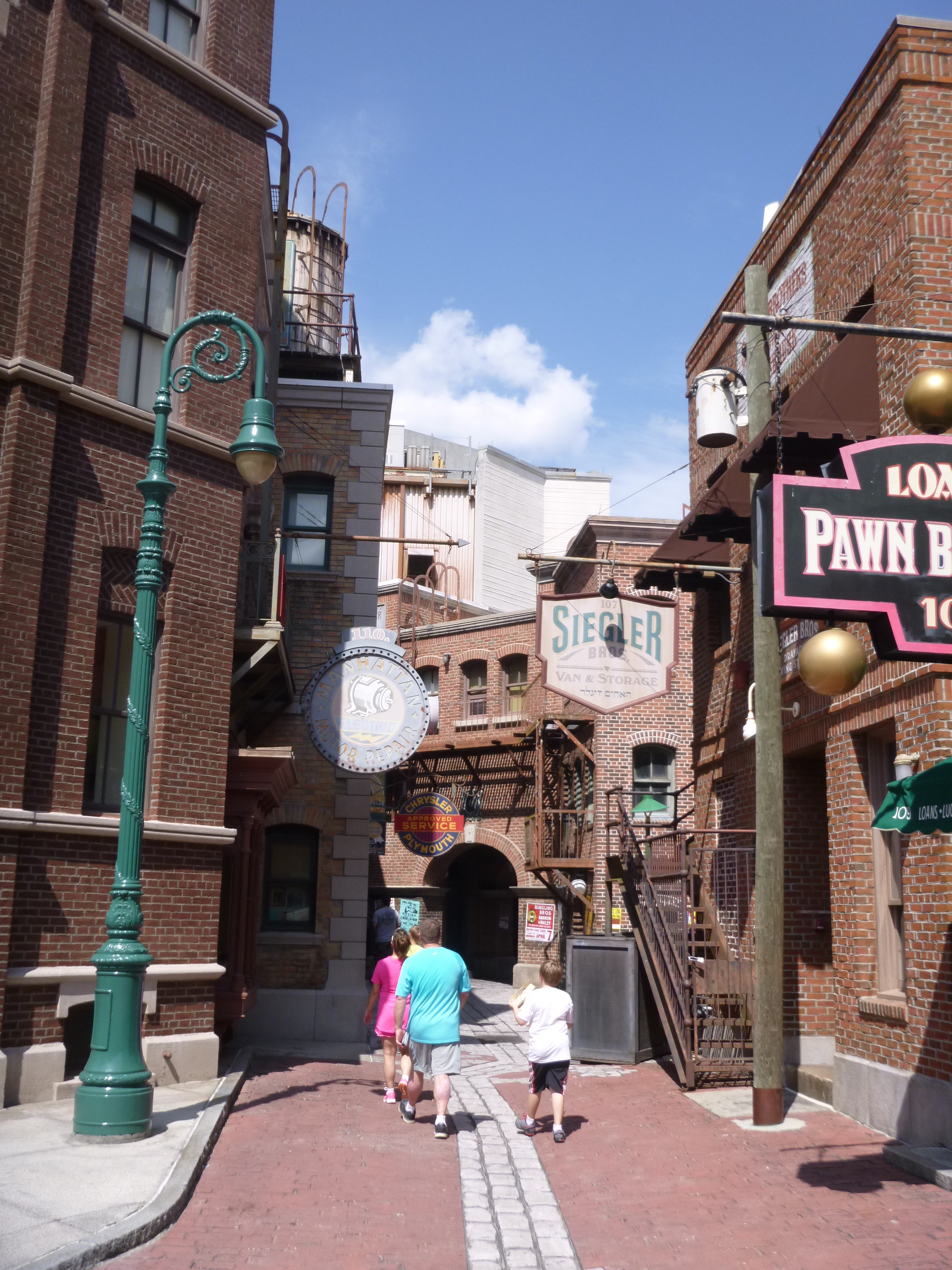
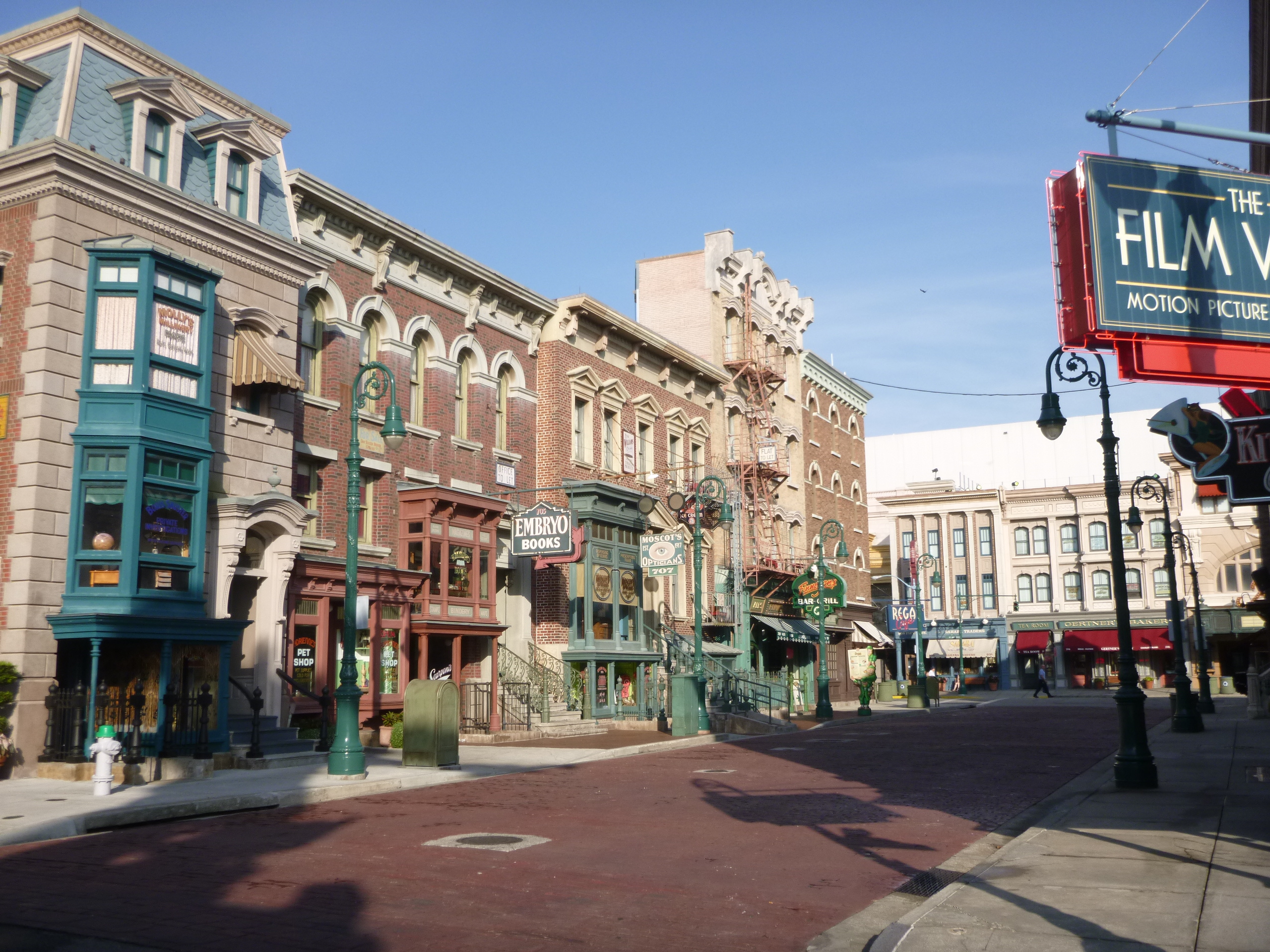
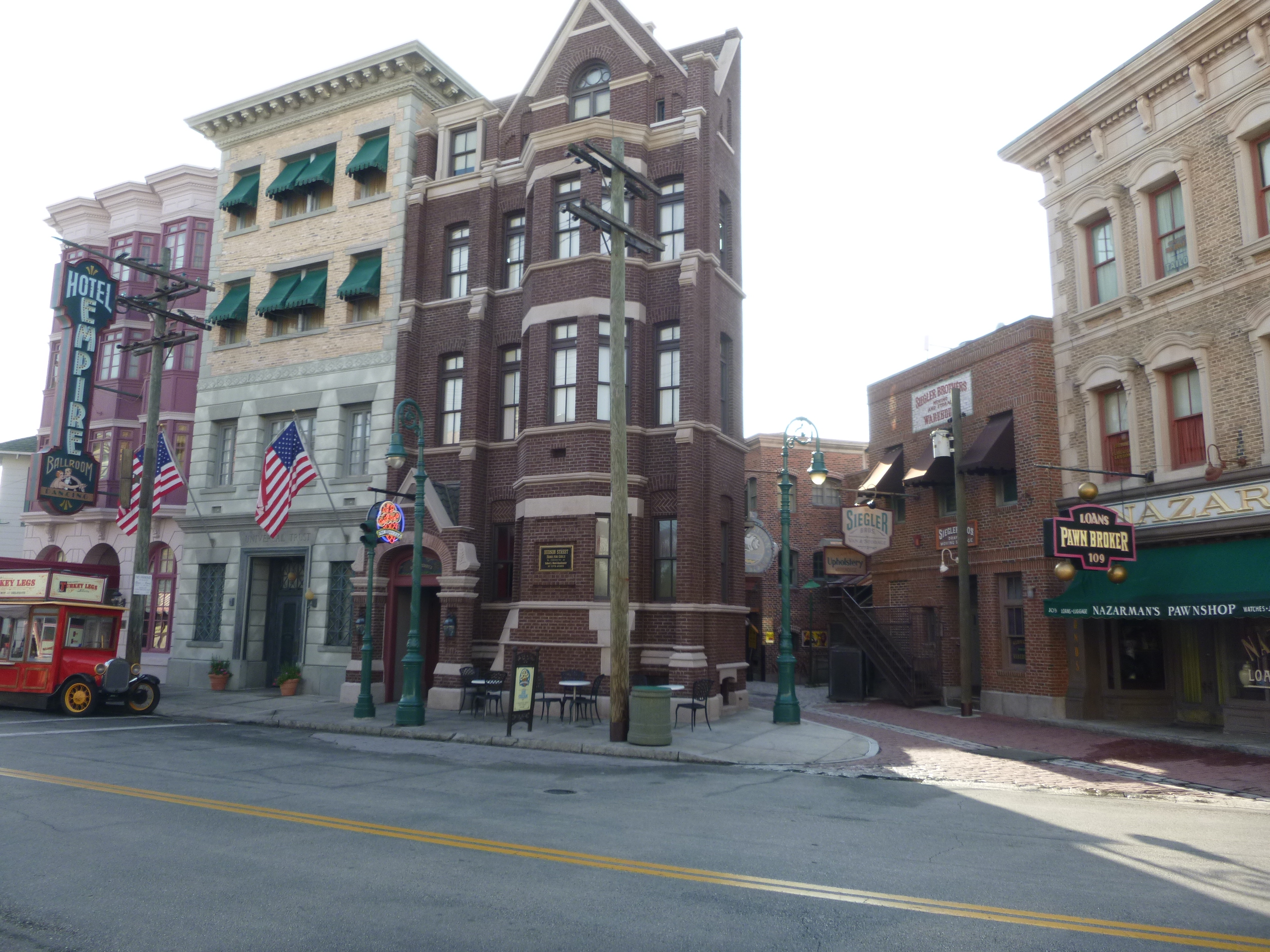
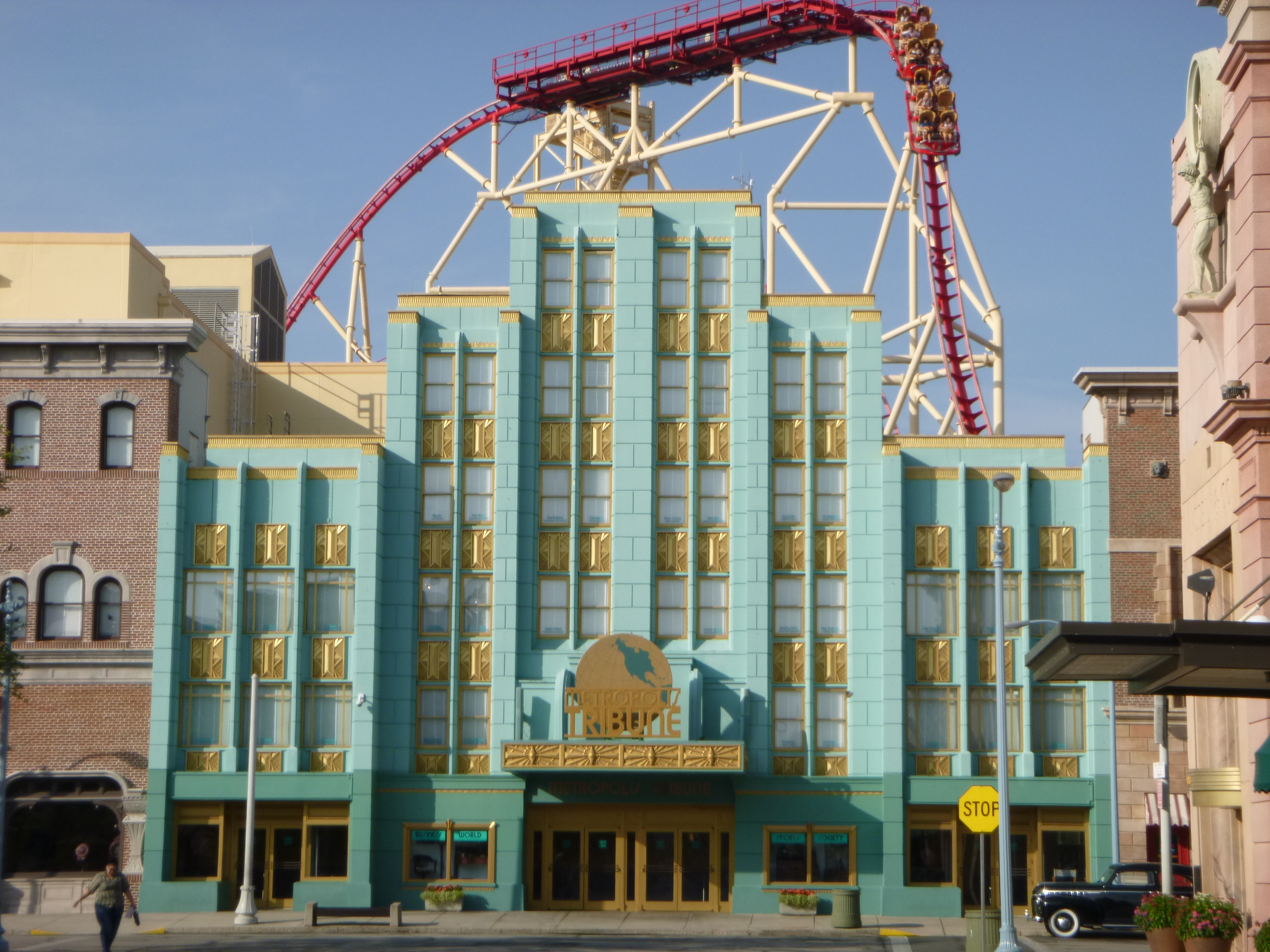
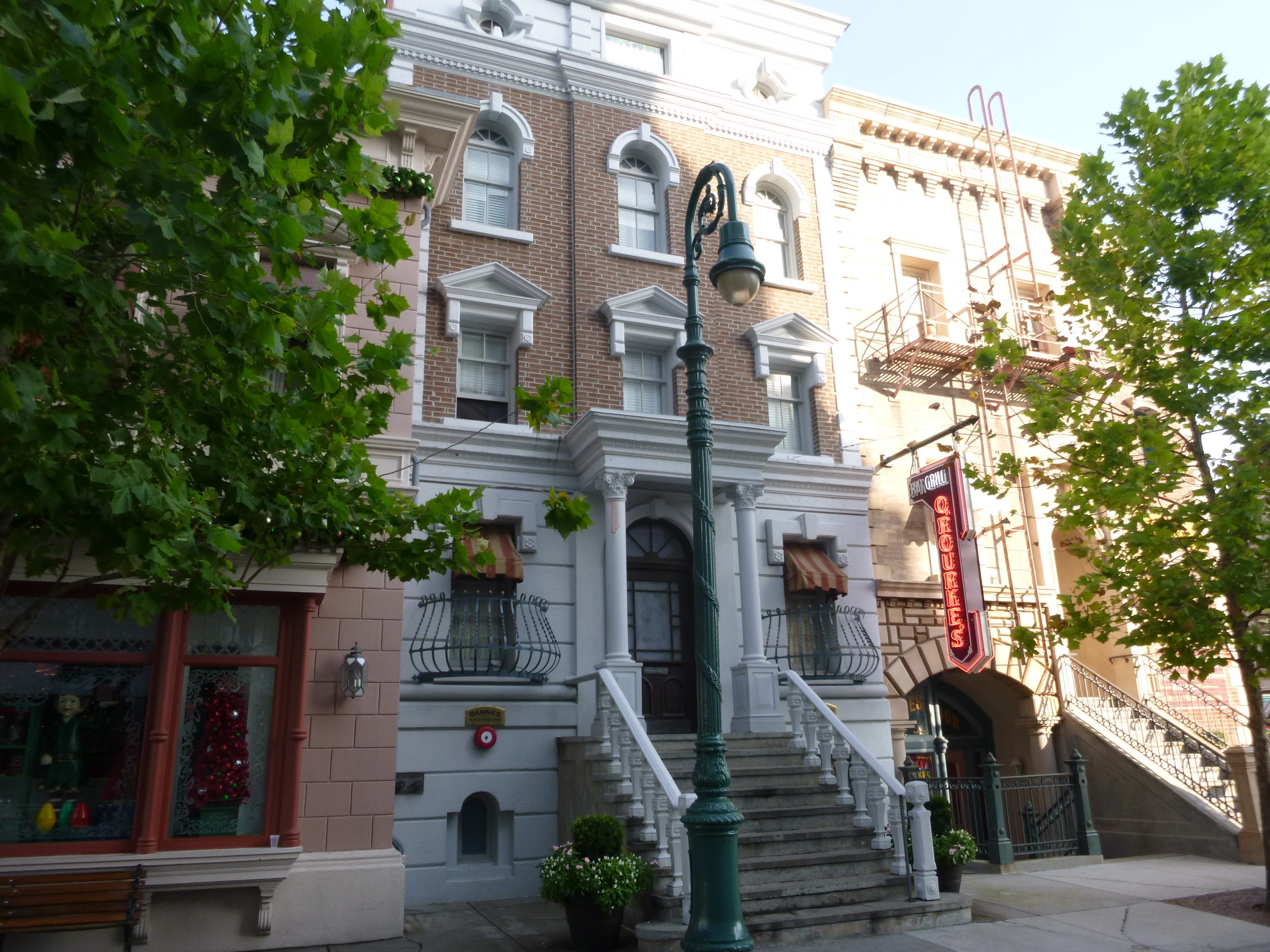
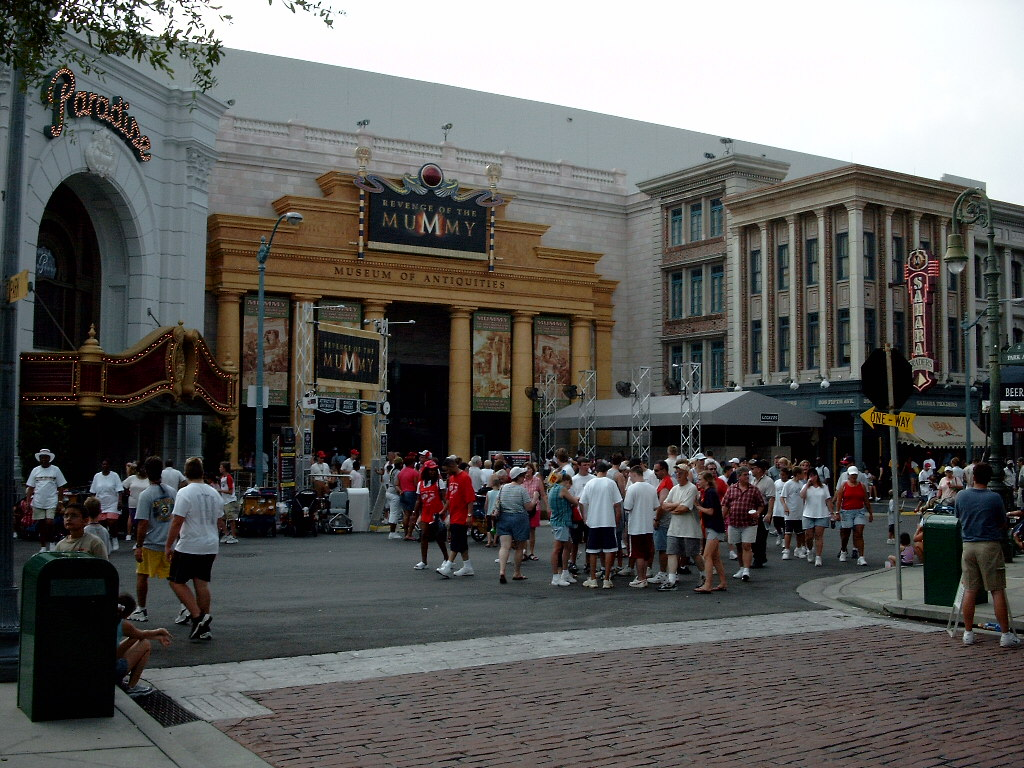
Revenge of the Mummy

### San Francisco
Dit themagebied is ingericht in de stijl van de stad San Francisco met name het gebied Fisherman's Wharf. Passend daarbij is dat het themagebied aan een meer ligt. In het themagebied ligt de attractie Fast & Furious: Supercharged.

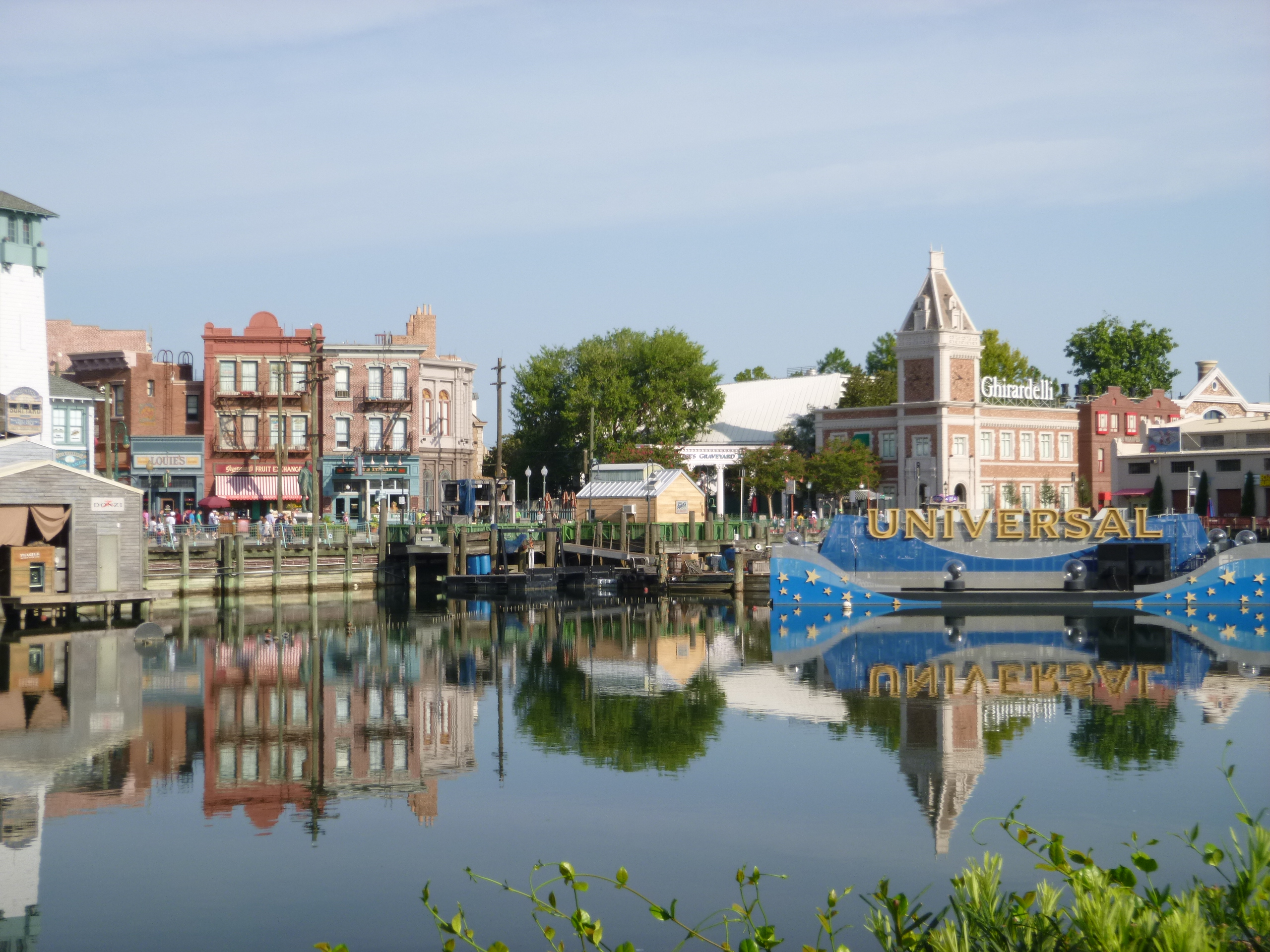
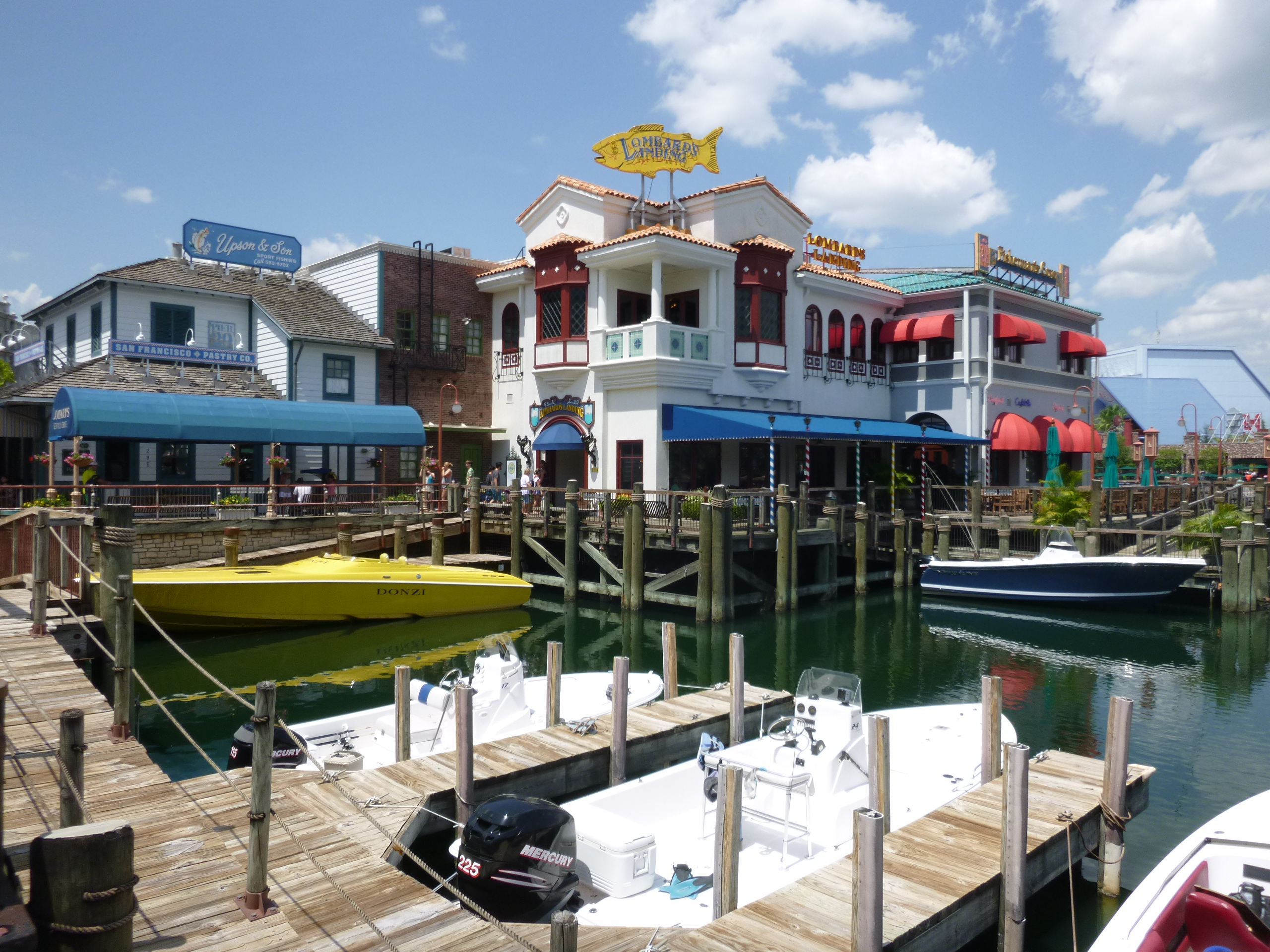

### The Wizarding World of Harry Potter - Diagon Alley
Dit themagebied is gebouwd in de stijl van de beroemde Harry Potter boeken- en filmreeks. Het themagebied ligt in de Universal Studios Florida en het aangrenzende attractiepark Universal's Islands of Adventure. Beide delen zijn verbonden door middel van de Hogwarts Express. Deze is alleen toegankelijk als bezoekers een entreebewijs voor beide attractieparken op dezelfde dag hebben. In de Universal Studios is de Wegisweg uitgebeeld. Blikvanger is de bank Goudgrijp met daarop een draak die af en toe vuur spuwt. Het gebouw waarin goudgrijp zich bevindt, fungeert als entree van de attractie Harry Potter and the Escape from Gringotts.

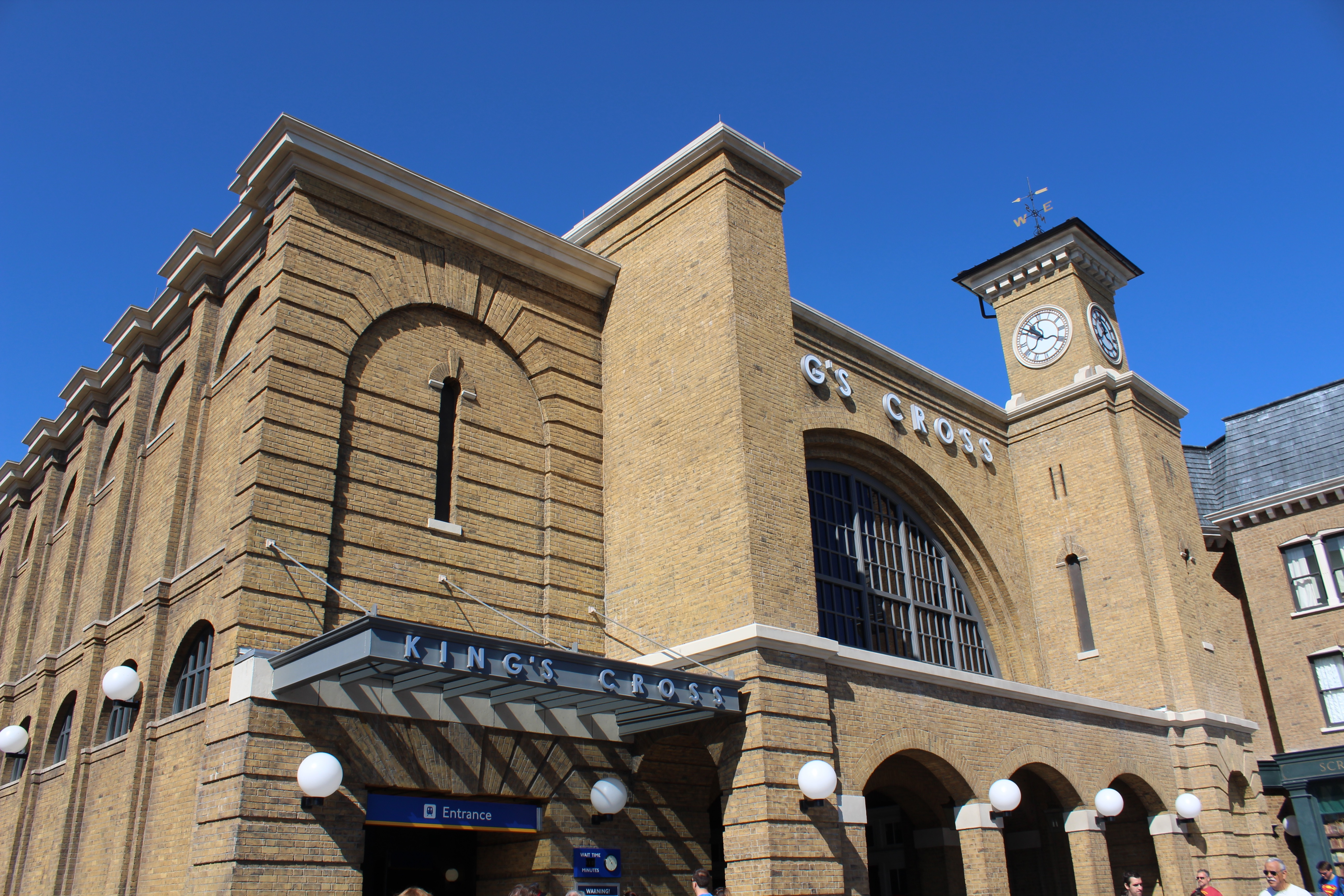
Replica van Kings Cross Station.
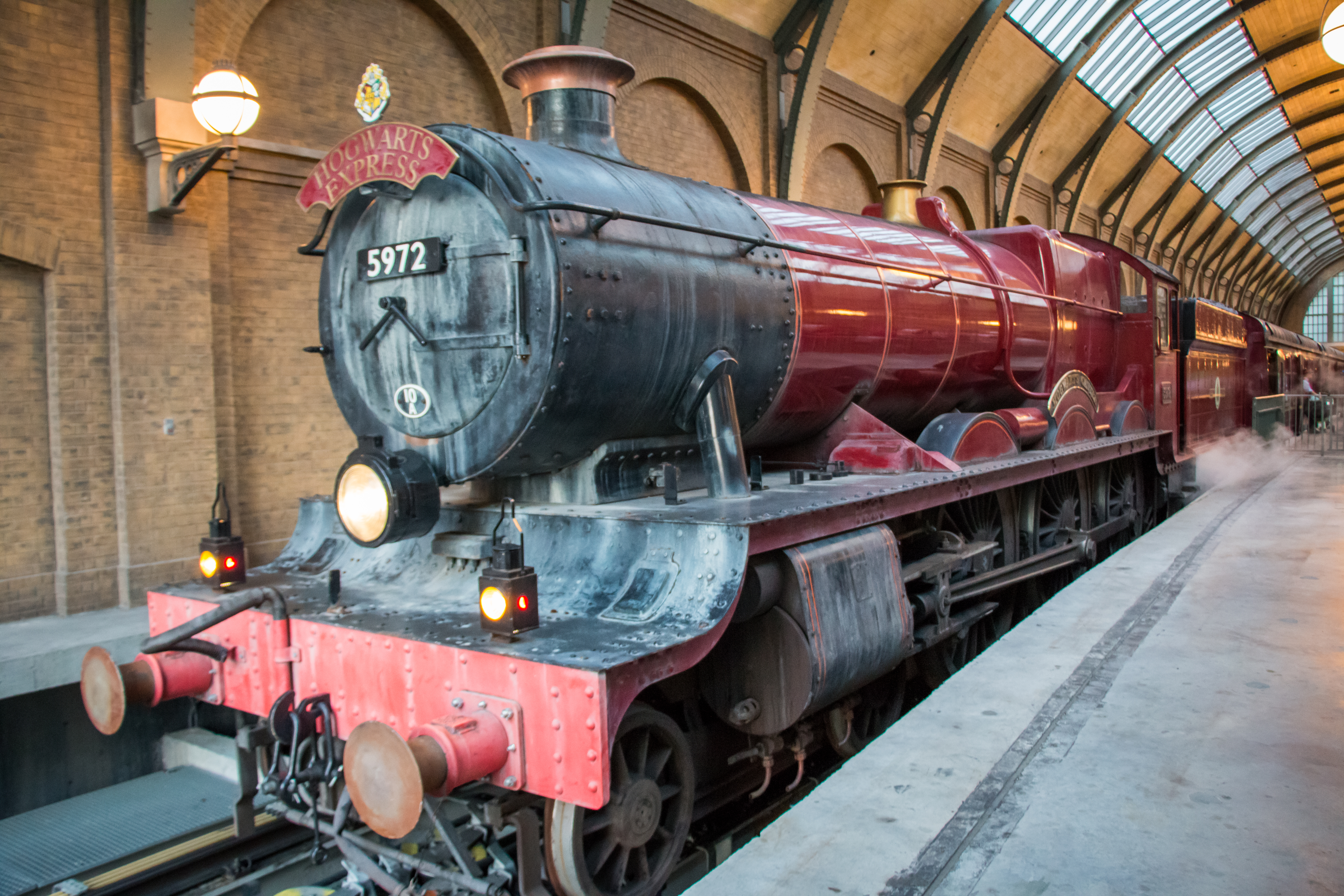
Stoomtrein
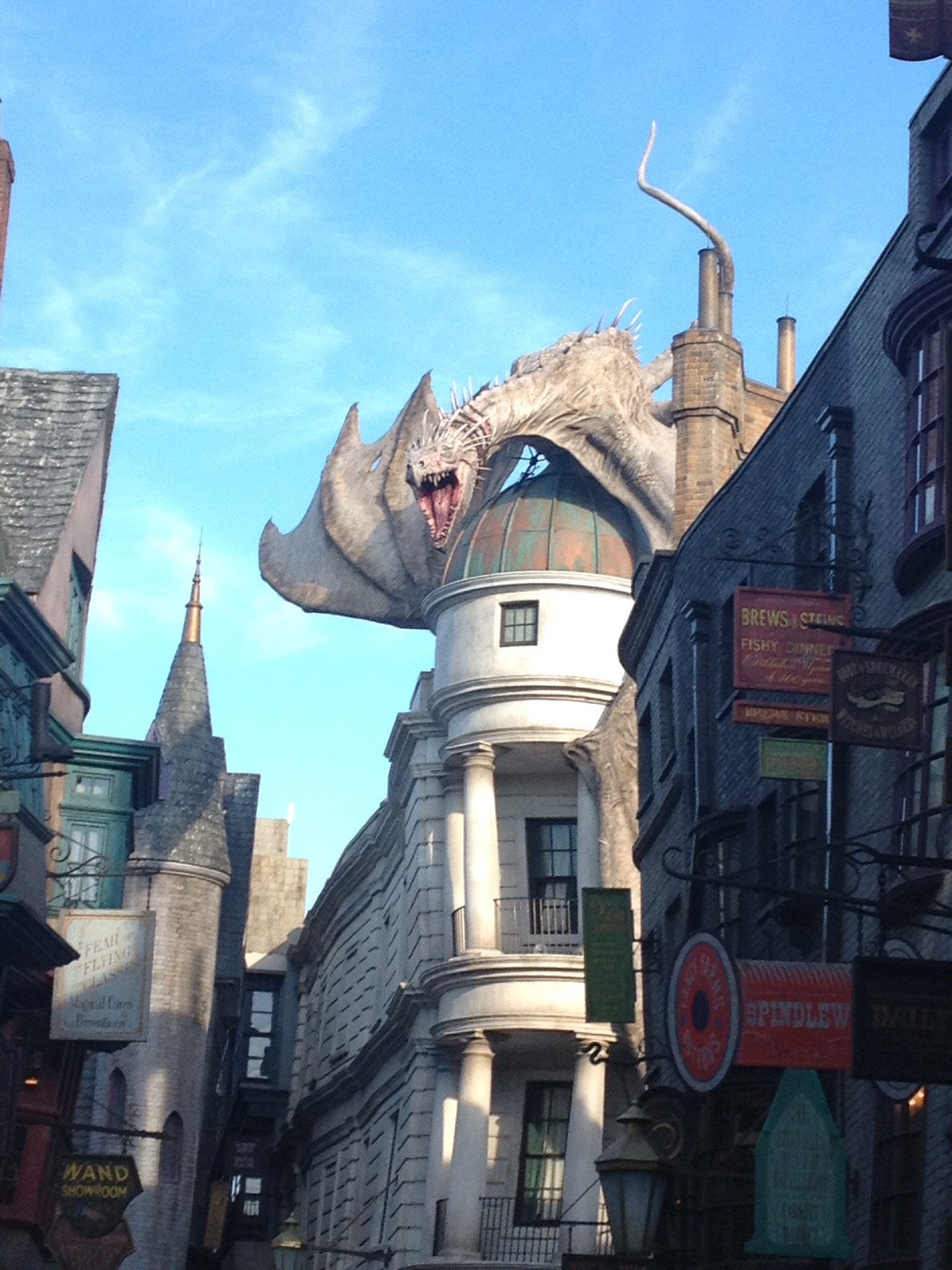
Wegisweg
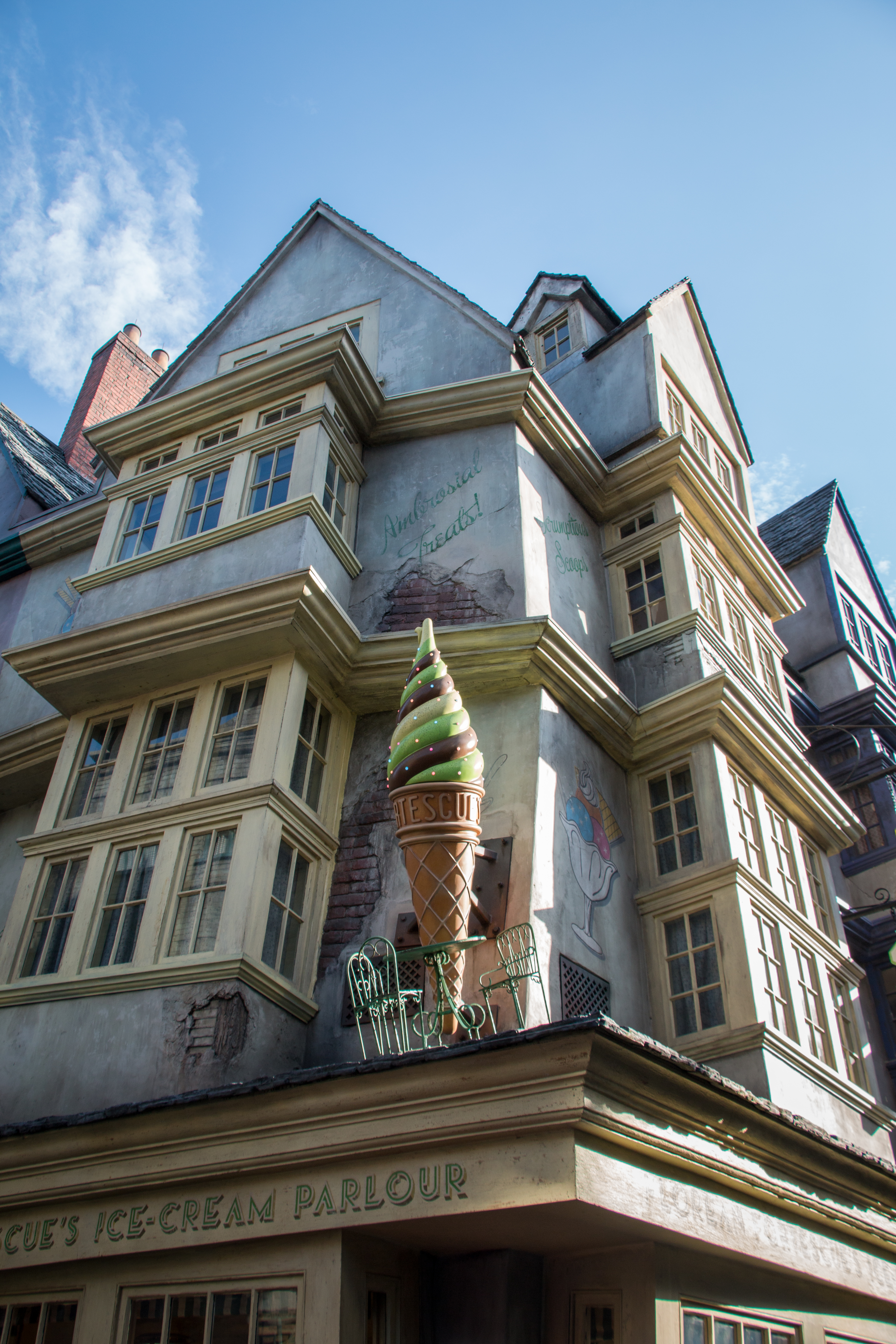

### World Expo
Dit themagebied bestaat uit een futuristisch wit gebouw, waarin zich de darkride Men in Black: Alien Attack bevindt.

### Springfield
Tot 2017 behoorde dit themagebied tot het themagebied World Expo, maar is sindsdien zelfstandig. Het themagebied staat volledig in het teken van de tekenfilmserie The Simpsons dat zich afspeelt in de fictieve stad Springfield. In het gebied zijn diverse bekende karakters uit de serie te vinden. Er zijn twee attracties te vinden: The Simpsons Ride en Kang & Kodos' Twirl 'n' Hurl.

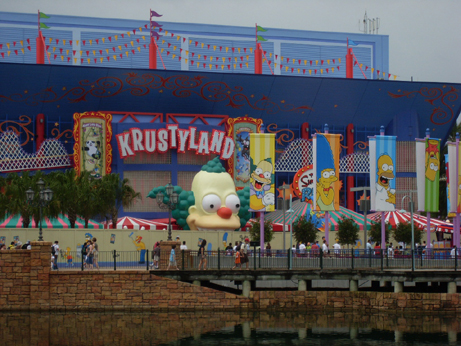
The Simpsons Ride
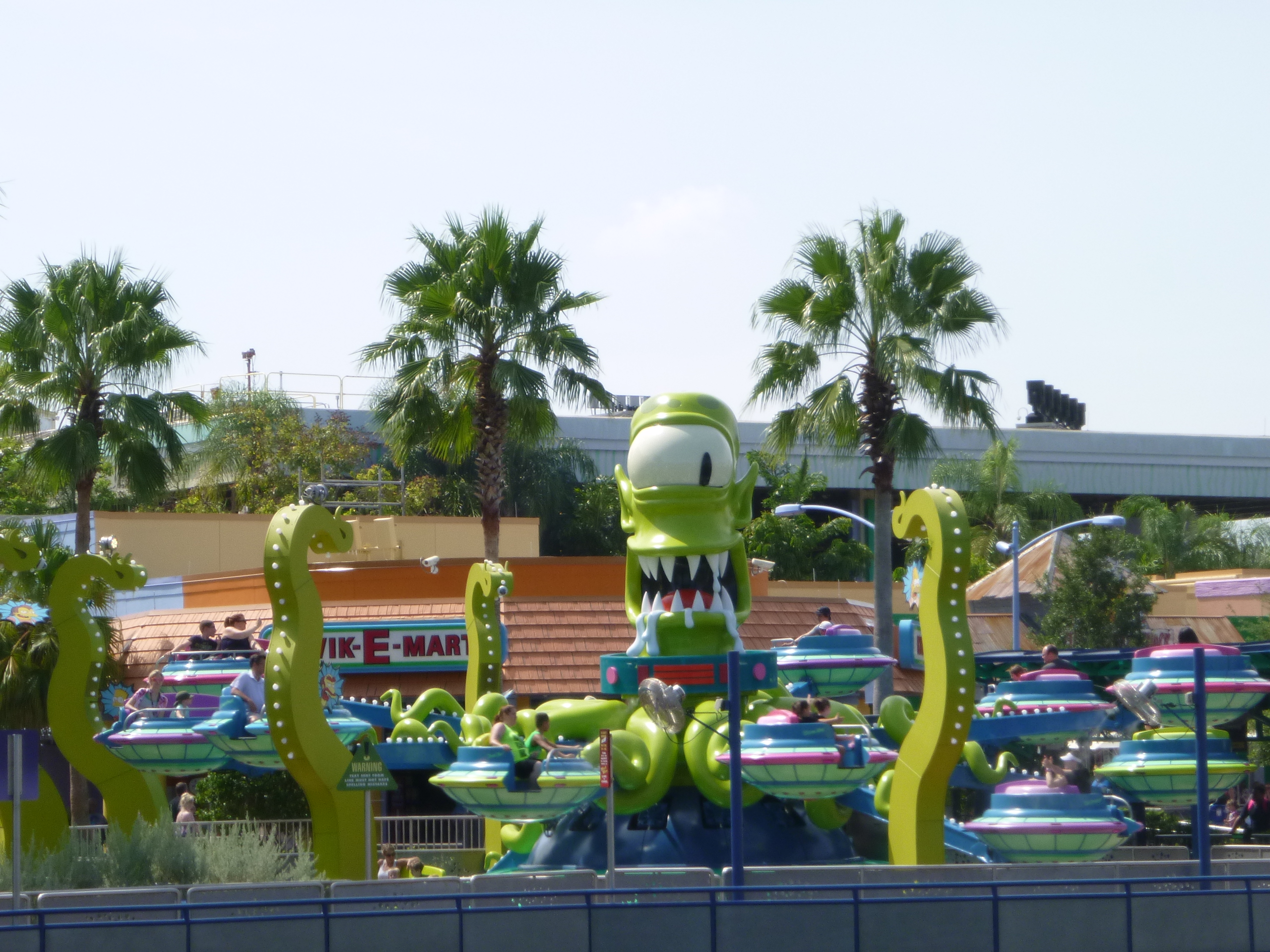

### Woody Woodpecker's KidZone
In dit themagebied draait alles grotendeels om het personage Woody Woodpecker zoals de achtbaan Woody Woodpecker's Nuthouse Coaster. Uitzondering is de darkride E.T. Adventure. Verder telt het themagebied (water)speelplaatsen gericht op kinderen.

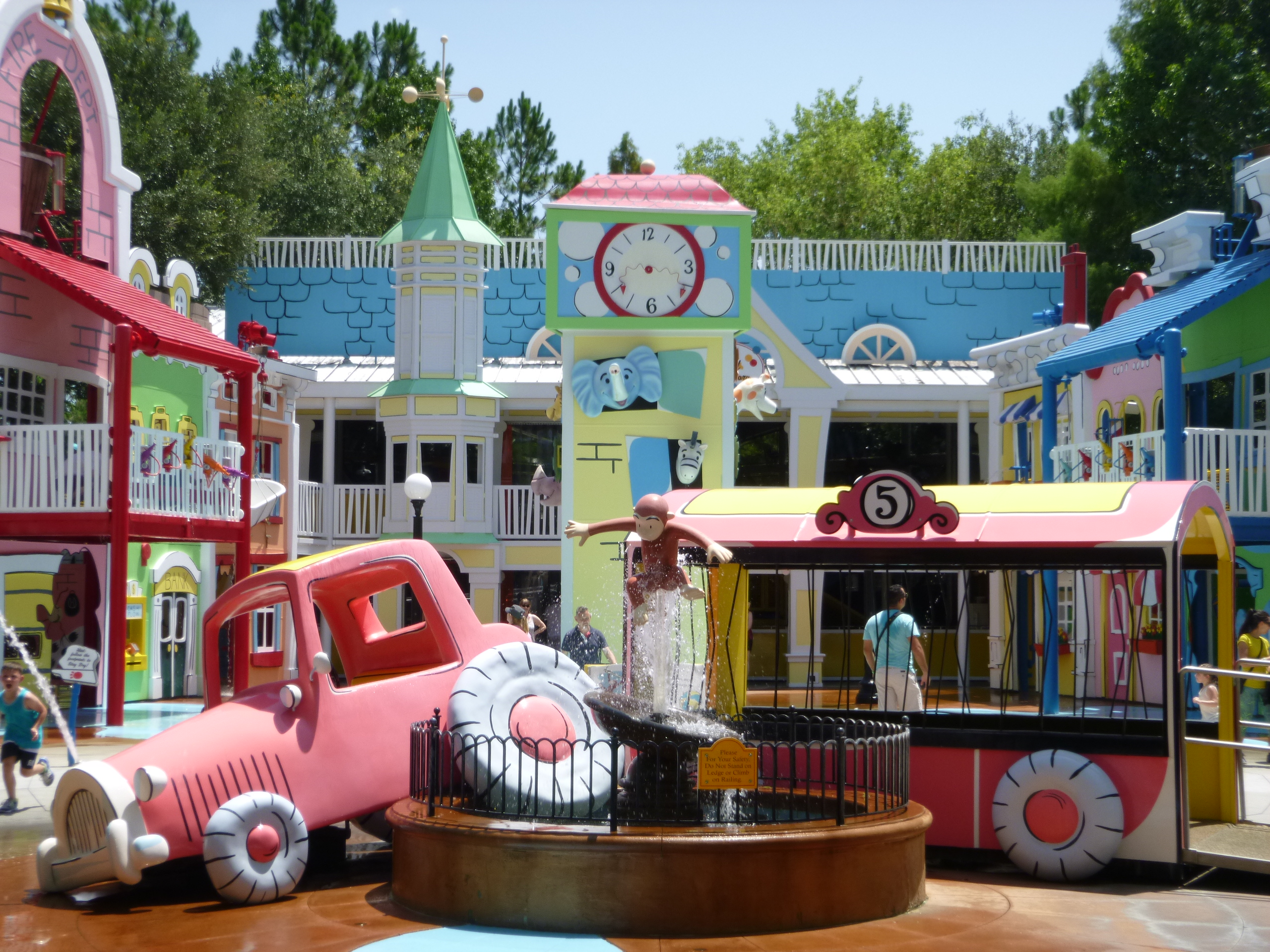
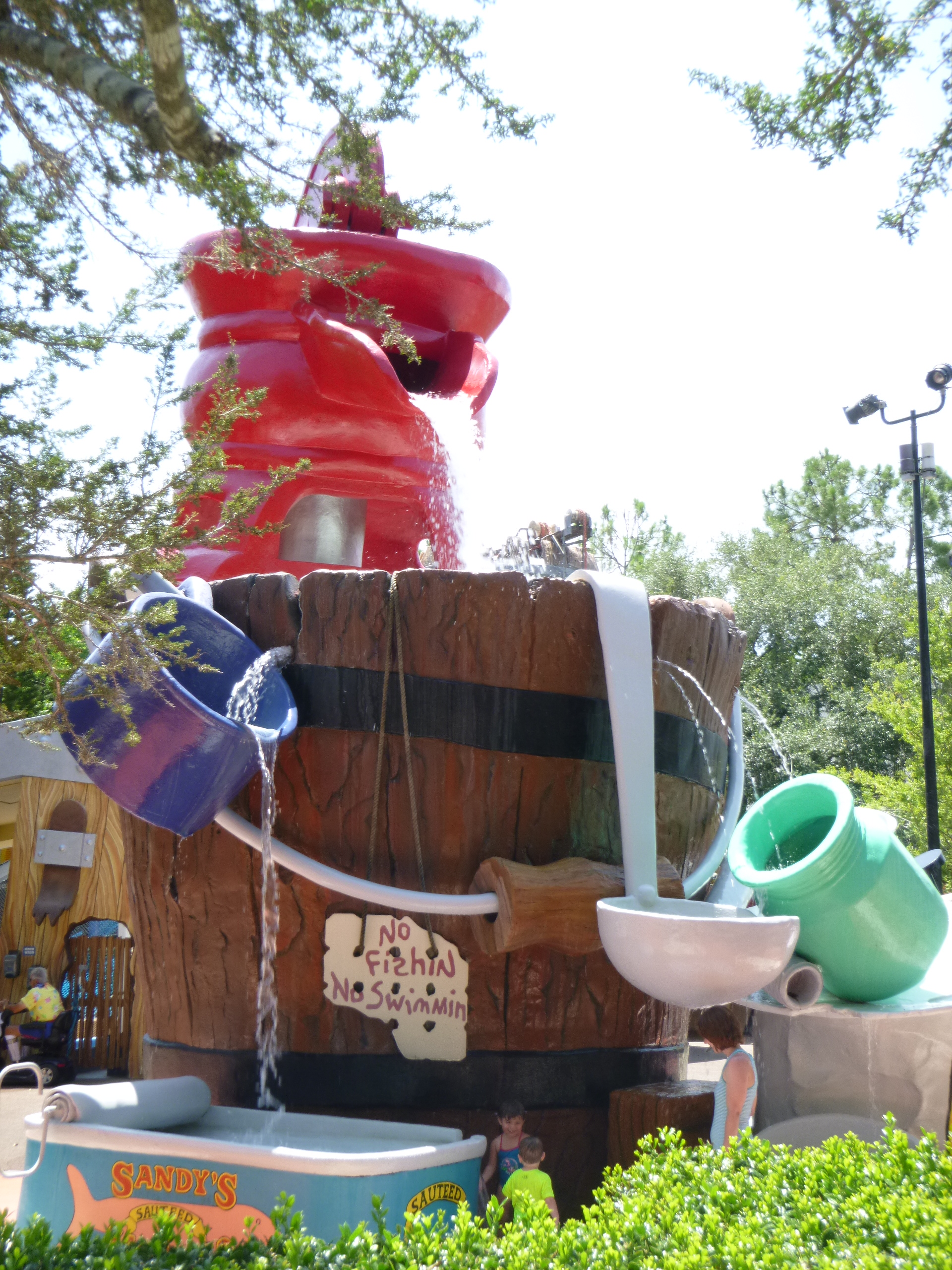
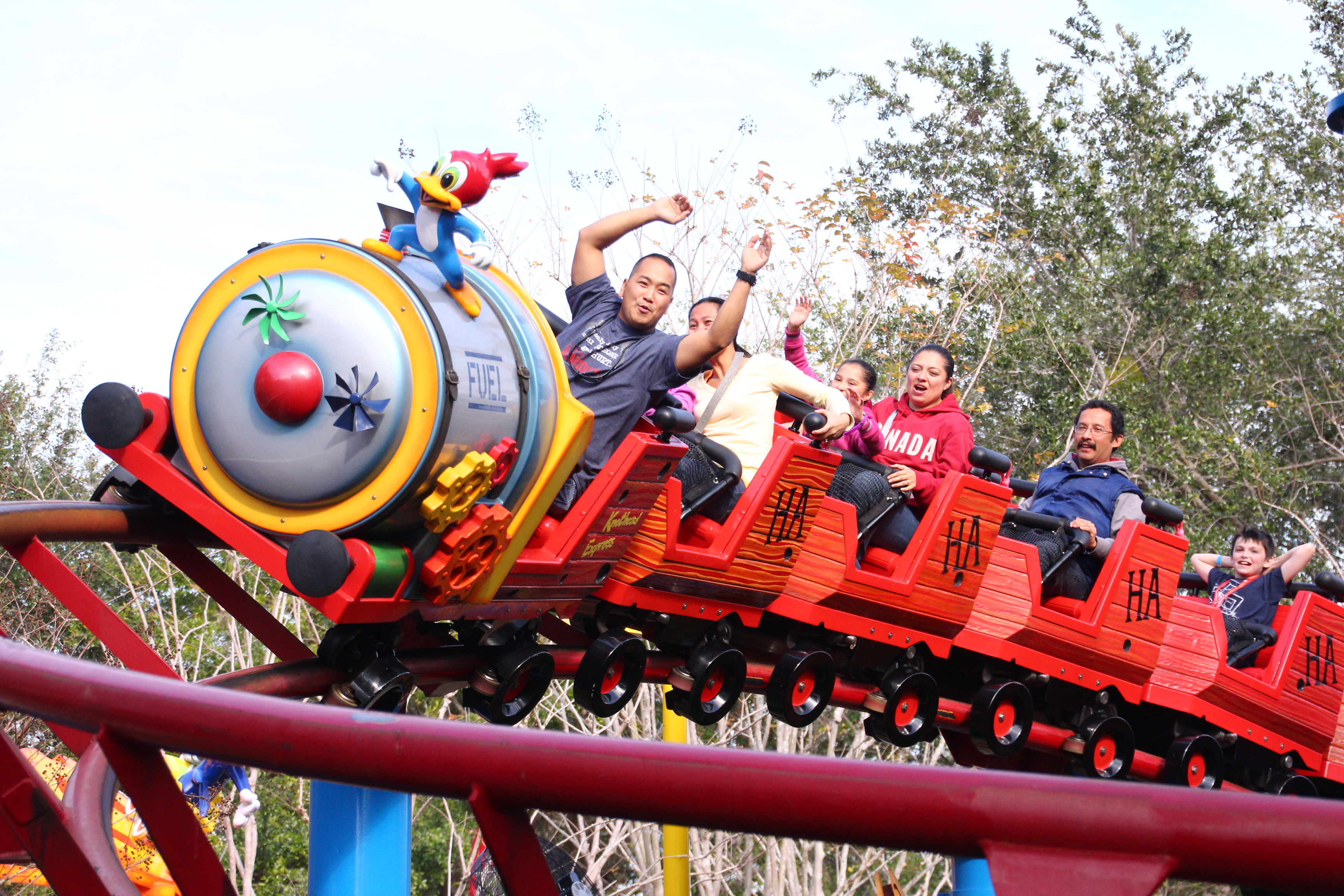
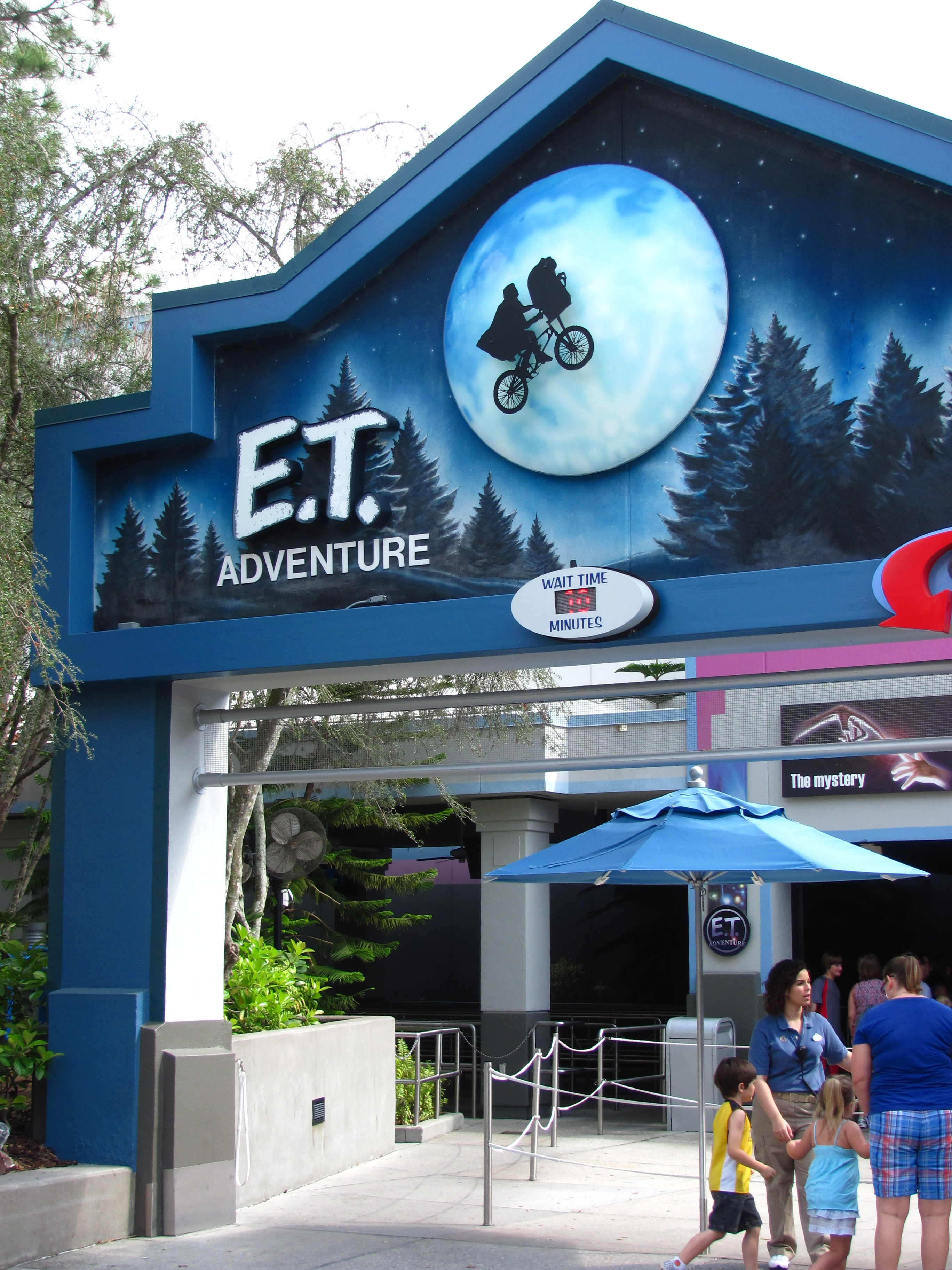
E.T. Adventure

### Hollywood
In het themagebied Hollywood staat alles in het teken van Hollywood. Het gebied kent alleen showlocatie, horeca en souvenirwinkels.

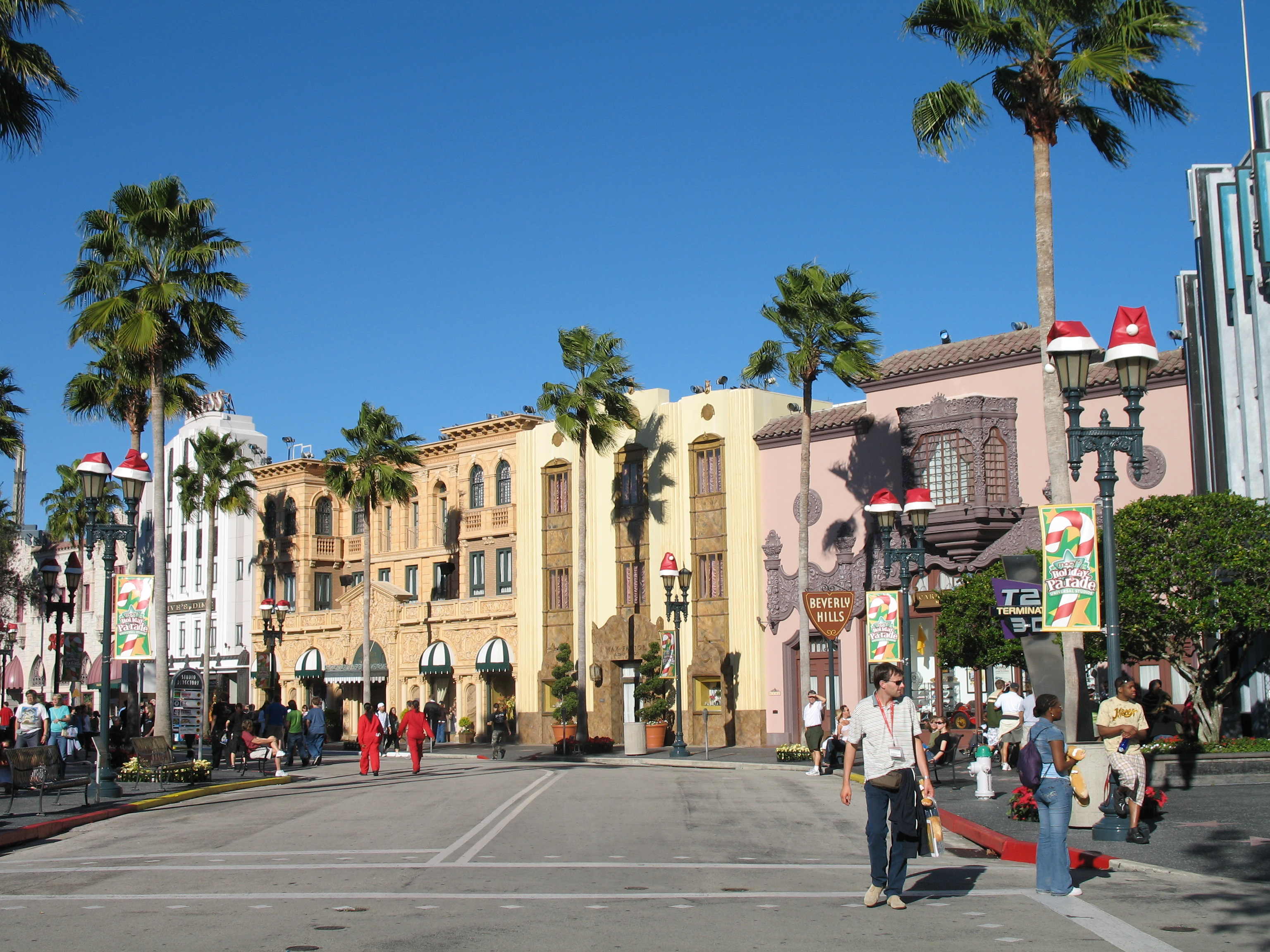
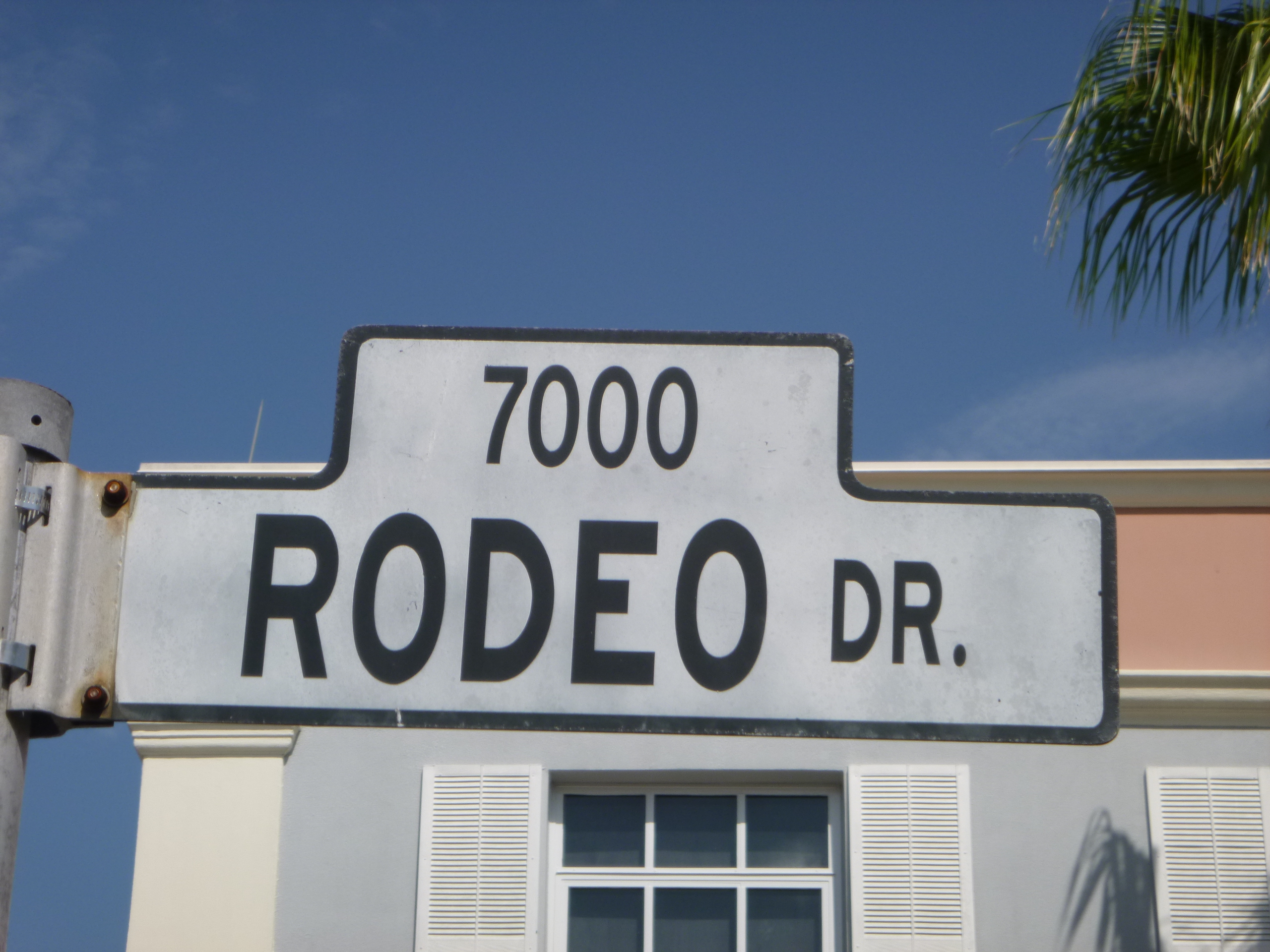
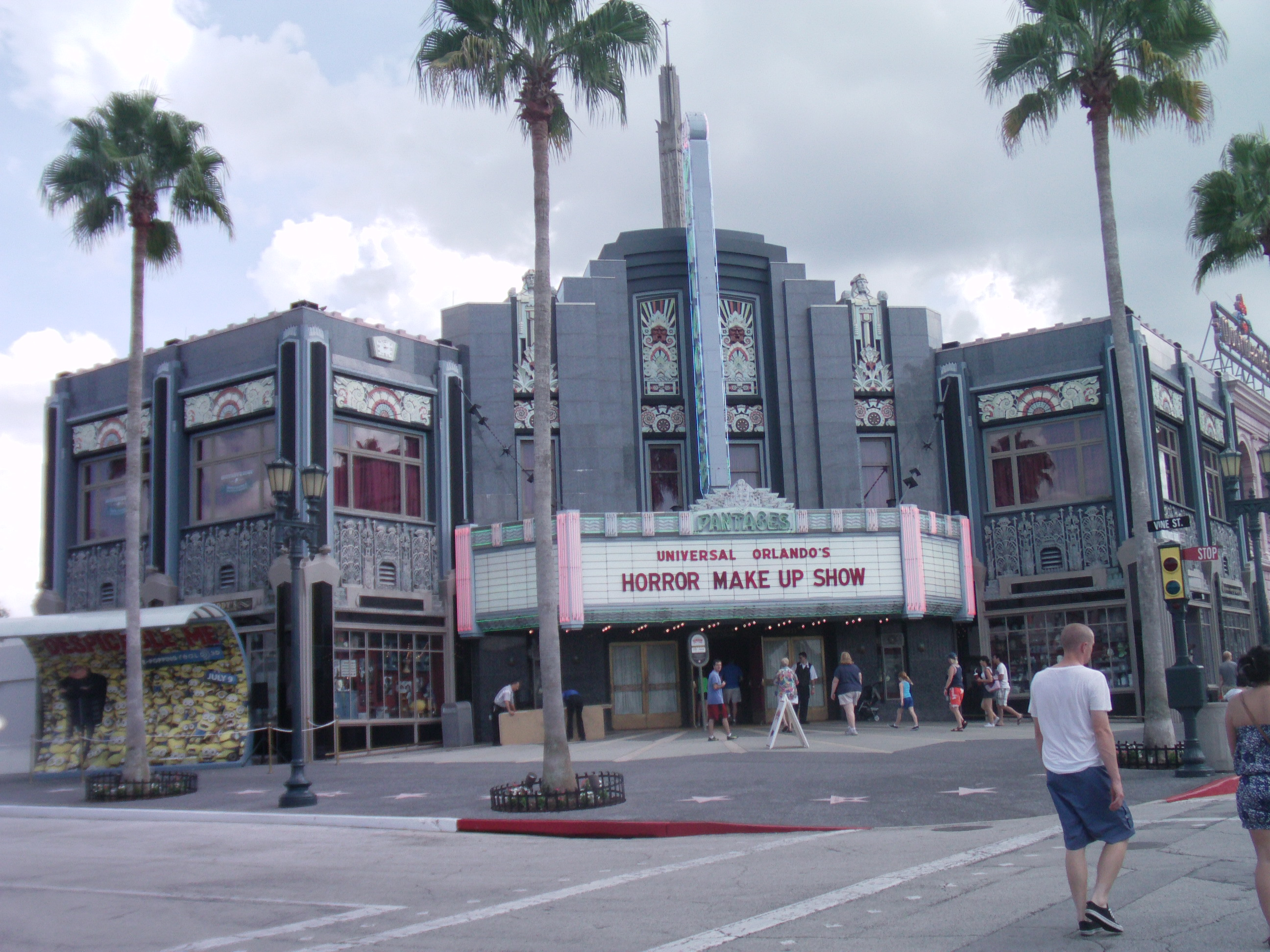
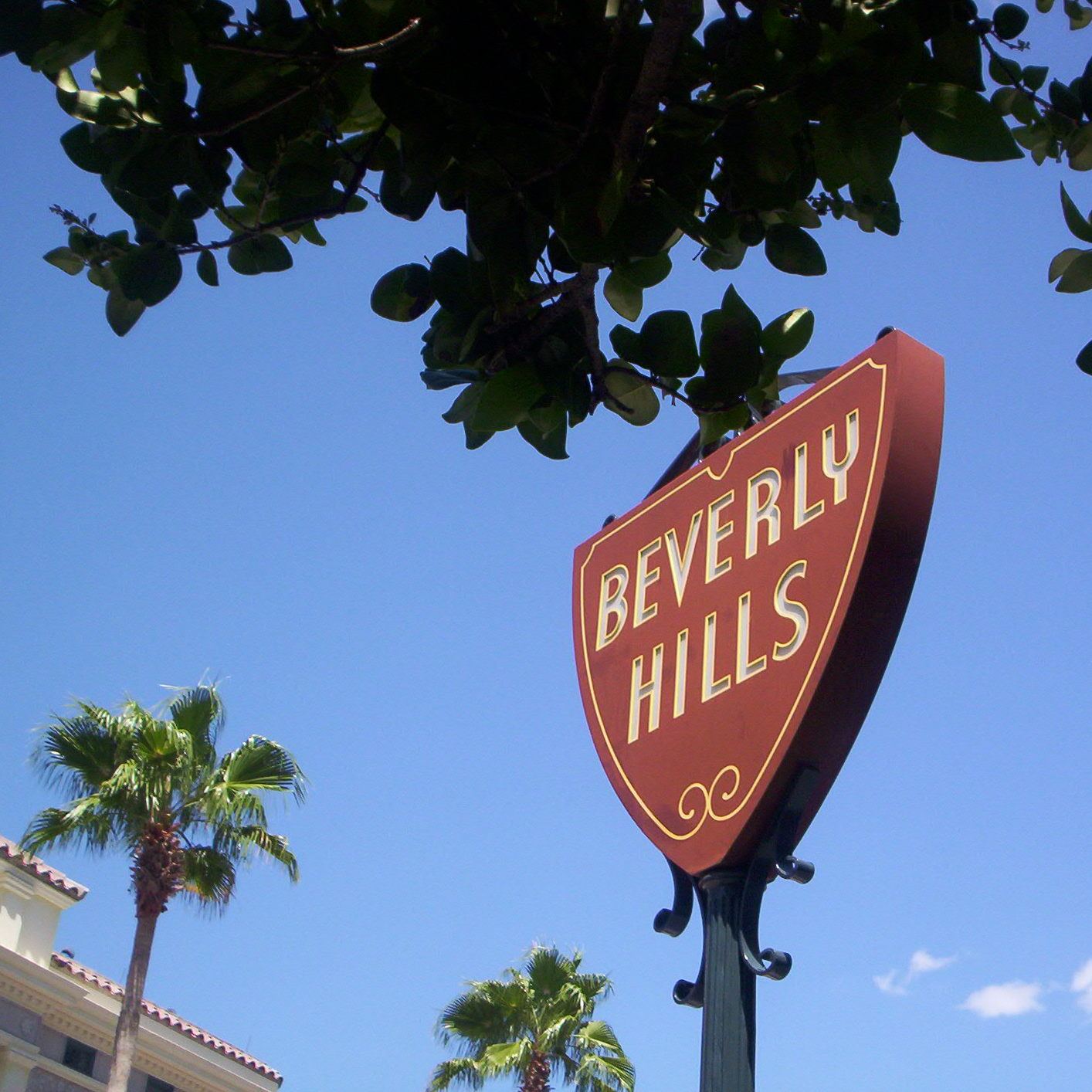

1980 Magic Kingdom (VS) ·
1982 Opryland USA (VS) ·
1986 Epcot (VS) ·
1988 Knott's Berry Farm (VS) · 
1990 Europa-Park (DE) ·
1992 Efteling (NL) ·
1994 Universal Studios Florida (VS) ·
1996 Cedar Point (VS) ·
1998 Silver Dollar City (VS) ·
2000 Hersheypark (VS) ·
2002 Busch Gardens Europe (VS) ·
2004 Holiday World (VS) ·
2006 Islands of Adventure (VS) ·
2008 Xetulul (GCA) ·
2010 Dollywood (VS) · 
2012 Ocean Park Hong Kong (CN) · 
2014 Puy du Fou (F) · 
2016 Busch Gardens Tampa (VS) · 
2018 Xcaret Park (MX) · 
2022 Tokyo DisneySea (JP)